# ماري إيليزا فولرتون
ماري إيليزا فولرتون (بالإنجليزية: Mary Eliza Fullerton)‏ (14 مايو 1868 في أستراليا - 23 فبراير 1946)؛ كاتِبة ومؤلِّفة، شاعرة، سفرجات وروائية أسترالية.